# Брекенриџ (Тексас)
Брекенриџ (енгл. Breckenridge) град је у америчкој савезној држави Тексас. По попису становништва из 2010. у њему је живело 5.780 становника.

## Демографија
Према попису становништва из 2010. у граду је живело 5.780 становника, што је 88 (1,5%) становника мање него 2000. године.
| Група             | 2000.         | 2010.         |
| Белци             | 4.443 (75,7%) | 3.951 (68,4%) |
| Афроамериканци    | 132 (2,2%)    | 125 (2,2%)    |
| Азијати           | 27 (0,5%)     | 19 (0,3%)     |
| Хиспаноамериканци | 1.211 (20,6%) | 1.624 (28,1%) |
| Укупно            | 5.868         | 5.780         |